# Martina Babková
Martina Babková, coniugata Balaštíková (Děčín, 31 agosto 1950), è un'ex cestista cecoslovacca.

## Carriera
Con la Cecoslovacchia ha disputato i Giochi olimpici di Montréal 1976, i Campionati mondiali del 1975 e tre edizioni dei Campionati europei (1972, 1974, 1976).